# Hwang Ji-u
Hwang Ji-u (* 25. Januar 1952 in Haenam, Provinz Süd-Chŏlla) ist ein südkoreanischer Lyriker.

## Leben
Hwang Ji-u wurde zu Zeiten des Koreakrieges in Haenam geboren. Seine Kindheit verbrachte er in Kwangju. Ab 1972 studierte er Ästhetik an der Seoul National University und trat dem dortigen Literaturkreis bei. 1973 wurde er wegen Teilnahme an den Demonstrationen gegen die damalige Militärdiktatur unter Park Chung-hee zwangsrekrutiert und konnte erst 1976 sein Studium fortsetzen.
1980 nahm er an einem Wettbewerb der Zeitung JoongAng Ilbo teil und gewann mit seinem Gedicht Chronik (연혁). Im selben Jahr ereignete sich der Kwangju-Aufstand, der durch das Militär gewaltsam niedergeschlagen wurde. Hwang Ji-u gehörte zu jenen politisch Aktiven, welche die Nachricht über das Massaker trotz Verbots in Seoul verbreiteten. Aufgrund seiner Tätigkeiten wurde er schließlich zwangsexmatrikuliert, außerdem verhaftet.
1983 erschien sein erster Gedichtband, für den er den Kim Suyŏng-Preis erhielt.
Für seine Werke erhielt er zahlreiche wichtige Auszeichnungen.
Seit 1994 ist Hwang Ji-u als Professor für Kreatives Schreiben an der Hanshin Universität tätig.

## Arbeiten

### Koreanisch

#### Erzählungen
- 새들도 세상을 떠눈구나 Sogar die Vögel verlassen die Welt Seoul: Munhak-kwa chisŏngsa 1983
- 겨울-나무로부터 봄-나무에로 Vom Winterbaum zum Frühlingsbaum Seoul: Minŭmsa 1985
- 나는 너다 Ich bin, der du bist Seoul: P'ulpit 1987
- 게 눈 속에 연꽃 Die Lotusblüte in den Augen des Krebses Seoul Seoul: Munhak-kwa chisŏngsa 1990
- 저물면서 빛나는 바다(조각시집) Verdunkelnd leuchtendes Meer Seoul: Hakkoje 1995
- 어느 날 나는 흐린 주점에 앉아 있을 거다 Eines Tages werde ich in einer trüben Kneipe sitzen Seoul: Munhak-kwa chisŏngsa 1998

#### Deutsch
- Vom Winterbaum zum Frühlingsbaum/Für die Tage, die nicht antworten / Beweisaufnahme eines jeden Tages / Schneegestöber 4 ausgewählte Gedichte, in: die horen, Zeitschrift für Literatur, Kunst und Kritik, 41. Jg., 4/96
- Schuhe / Morgengruss / Der Anfall / Warnung / Meditation über die Aussenwelt 5 ausgewählte Gedichte, in: drehpunkt 106: Die Schweizer Literaturzeitschrift, Lenos Verlag 2000
- Sündhafte Sehnsucht abera Verlag 2003 (Deutscher Titel von: Eines Tages werde ich in einer trüben Kneipe sitzen)
- Die Schatten der Fische Wallstein 2006 ISBN 978-3-89244-997-3

#### Englisch
- Even birds leave the world White Pine Press 2006

## Auszeichnungen
- 2006 – Kulturorden (Sonderpreis)
- 1999 – Taesan Literaturpreis
- 1999 – Paek-Sŏk-Literaturpreis
- 1993 – Sowŏl Lyrikpreis
- 1991 – Preis für zeitgenössische Literatur
- 1991 – Kim-Su-yŏng-Literaturpreis
- 1980 – JoongAng Ilbo Literaturpreis